# Jyllinge Sogn
Jyllinge Sogn 

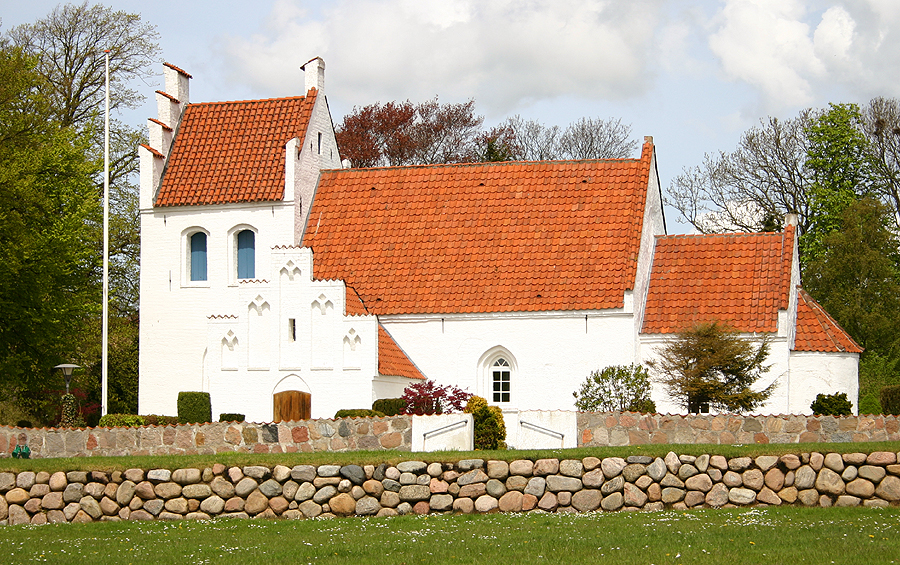
Jyllinge Kirke

ist eine Kirchspielsgemeinde (dän.: Sogn)
auf der Insel Sjælland im südlichen Dänemark.
Bis 1970 gehörte sie zur Harde Sømme Herred im damaligen Københavns Amt (bis 1808: Roskilde Amt), danach zur Gundsø Kommune im „neuen“ Roskilde Amt, die im Zuge der  Kommunalreform zum 1. Januar 2007 in der Roskilde Kommune in der Region Sjælland aufgegangen ist.
Im Kirchspiel leben 10.722 Einwohner, davon 10.701 im Kirchdorf (Stand: 1. Januar 2023). Im Kirchspiel liegt die Kirche „Jyllinge Kirke“.
Nachbargemeinden sind im Norden Snostrup Sogn in der benachbarten Frederikssund Kommune, im Osten Ølstykke Sogn in der benachbarten Egedal Kommune und im Südosten Gundsømagle Sogn.